# Han Yu (giocatrice di curling)
Han Yu (韩雨S, Hán YǔP; 6 ottobre 2000) è una giocatrice di curling cinese.

## Biografia
Sì è messa in mostra a livello junior ai Giochi olimpici giovanili di Lillehammer 2016, vincendo l'argento per la Squadra mista nel doppio misto con il britannico Ross Whyte. Nel torneo misto si è classificata all'11º posto per la Cina.
Ai Campionati asiatico-pacifici di  Shenzhen 2019 ha vinto la medaglia d'oro nel torneo femminile con Zhang Lijun, Jiang Xindi, Zhao Ruiyi e Yu Jiaxin.
Ha rappresentato la Cina ai Giochi olimpici invernali di Pechino 2022 nel torneo femminile, classificandosi settima con Wang Rui, Dong Ziqi, Zhang Lijun e Jiang Xindi.

## Palmarès

### Per la Cina
- Mondiali

Uijeongbu 2025: bronzo nel torneo femminile;
- Campionati asiatico-pacifici

Shenzhen 2019: oro nel torneo femminile;

### Per laSquadra mista
- Giochi olimpici giovanili

Lillehammer 2016: argento nel doppio misto;